# 김동선 (1905년)
김동선(金東善, 일본식 이름: 松岡義明, 1905년 1월 5일 ~ ?)은 일제강점기의 관료이며 대한민국의 행정공무원이다. 해방 직후의 최초의 용인군수였고 강원도지사 직무대리를 역임했다.

## 생애
한성부 출신으로 1921년에 경성고등보통학교를 졸업하였다. 1926년부터 조선총독부 관리가 되어 행정 관료로 근무했다.
초기에는 군에서 군속으로 근무하다가 1936년에 경기도에 발령받았다. 경기도 학무과 제2계장, 경기도 연천군 권업과장 등을 거쳐 일제 강점기 말기인 1944년에는 수원읍에서 부읍장을 지냈다. 태평양 전쟁 종전 직전인 1945년에 경기도 용인군 군수에 임명되었다.
용인군수로 재직하던 중에 종전이 되었고, 미군정이 시작되면서 그대로 행정공무원으로 등용되었다. 1946년에 경기도 인사처 총무직제과장에 임명되었고, 1949년에는 사무관이 되어 경기도 지방과장으로 근무했다. 1953년에 서기관으로 승진하여 경기도 산업국장으로 이동했다.
1958년 강원도 내무국장을 거쳐 다시 경기도로 돌아와 내무국장을 지냈다. 1959년에는 충청남도 산업국장에 임명되어 1960년까지 근무하고 있었다.
2008년 공개된 민족문제연구소의 친일인명사전 수록예정자 명단 가운데 관료 부문에 포함되었다.

## 참고 자료
- 김동선(金東善) - 국사편찬위원회

| 전임 - | 수원군 수원읍 부읍장 1944년 ~ 1945년 4월 22일 | 후임 이진영 |

|  | 용인군수 1945년 4월 20일 ~ 1945년 8월 15일 | 후임 김동선 (미군정 용인군수) |

| 전임 김동선 (조선총독부 최후의 용인군수) | 제1대 용인군수 1945년 8월 16일 ~ 1947년 12월 31일 | 후임 고주현 |

| 전임 김장흥 | 강원도지사 권한대행 1958년 7월 26일 ~ 1958년 9월 2일 | 후임 서정학 |